# Станфорд (Нью-Йорк)
Станфорд (англ. Stanford) — малый город в северо-центральной части округа Датчесс штата Нью-Йорк. По состоянию 2020 года население составляет 3 682 человека.

## История
До прихода европейских колонизаторов проживали индейцы Ваппингеры.
Впервые город был заселен около 1750 годов и был частью патента Грейт Найн Партнерс (англ. Great Nine Partners) вдоль реки Гудзон. Город Станфорд был образован из части города Вашингтон 12 марта 1793 году

## География
По данным Бюро переписи населения США город имеет общую площадь 130,2 км²: из которых 128,6 км² занимает суша, а 1,7 км² вода.